# الإبحار في الشفق (لوحة)
الإبحار في الشفق (بالإنجليزية: Sailing at Twilight)‏ هي لوحة للرسام الأمريكي فرانسيس أوغسطس سيلفا.